# Anna Sophia Turja
Anna Sophia Turja (1893-1982) fue una de los últimos 30 supervivientes de la tragedia del Titanic, acaecida el 15 de abril de 1912 en el Océano Atlántico Norte.

## Juventud
Nació el 20 de junio de 1893 y pasó su infancia en Oulainen, Oulu, Finlandia. Era la hija de Heikki Turja y Hakala Sanna. Entre este y otro matrimonio Heikki tuvo 21 hijos en total.
Anna se sintió incitada para emigrar hacia América. Después de una visita a Finlandia, su cuñado John Lundi, marido de su media hermana María, le ofreció un trabajo junto a él en su tienda de Ashtabula, Ohio. Su hermano, Matt Turja, vivía en Conneaut, Ohio. Anna le envió una carta a su hermana el 3 de abril de 1912 (que recibiría el 18 de abril) desde la ciudad sureña y portuaria finlandesa de Hangö. En dicha carta, le comunicaba a su hermana que ella y otros 100 fineses se disponían a viajar en dirección hacia el puerto inglés de Southampton para embarcar en el Titanic, rumbo a América

### Embarque en elTitanic
Anna, de 18 años, subió a bordo del Titanic en el puerto de Southampton como pasajera de tercera clase el miércoles 10 de abril de 1912. Su billete de ida, costaba 50$, había sido pagado por su cuñado John Lundi. Ella se alojó en un camarote de popa que disponía de dos literas dobles, una a cada lado. Compartió alojamiento con Maija Panula (1870-1912), sus hijos y vecina Sanni Riihivuori (1889-1912).
A Anna el Titanic le pareció un transatlántico hermoso, como una ciudad flotante; como una ciudad, no le faltaba de nada. Los alojamientos de tercera clase eran magníficos. El ambiente lo describió como muy animado, se podía entablar fácilmente conversaciones, cantos y amistades.

### La noche del naufragio
Las mujeres estaban en la habitación cuando el Titanic chocó lateralmente contra un témpano de hielo a las 23:40 del domingo 14 de abril. Anna, despertada por la colisión lateral, lo percibió como un escalofrío. Ella pensó que se trataba de un problema en los motores. Se levantó y se vistió lentamente. El resto de mujeres hicieron lo mismo. El hermano de una de las mujeres llegó a su cabina y les informó que algo estaba fuera de control, que se abrigaran correctamente y que se enfundaran los chalecos salvavidas; Levántate o pronto estarás en el fondo del océano.
Anna no estaba atemorizada, pero otros se desmayaron. Nadie se había apresurado en vestirse y salir a la cubierta. Regreso a su alojamiento y encontró a María Panula vistiéndose con sueño y los niños llorando desesperadamente y con pánico; Nunca saldremos de aquí vivos, ¿todos tendremos que morir en el agua?. Un hijo adolescente de María había muerto recientemente ahogado en Finlandia.
Cuando Anna y un grupo de personas se hicieron camino en dirección hacia la cubierta de botes salvavidas, un marinero trató de impedirles su rumbo. Sin embargo, Anna y su grupo le desobedecieron. El marinero dejó de disuadirlos. No obstante, recordó que las puertas metálicas estaban cerradas y encadenadas detrás de ellos para evitar el acceso hacia las cubiertas superiores a un mayor número de personas. No nos dijeron que era lo que había ocurrido, por lo tanto, tuvimos que hacer lo que pensábamos.
Anna testimoniaría que, por pura casualidad, lograron alcanzar la cubierta superior. Oyeron las melodías que interpretaba la orquesta del músico Wallace Hartley, si bien, ella no supo identificar las piezas de música que sonaban. Dado que Anna no era angloparlante, la situación que estaba viviendo fue agravada aún más por dicha circunstancia. Alegó que, mayoritariamente, los fineses embarcados no sucumbieron al pánico y que muchos de ellos se habían congregado en la sala de música, en la cubierta para escucharla. Hasta las 0:30, Anna había estado escuchando la música. Rememoró también, haber visto las luces de otro barco distante en el horizonte.
Finalmente, Anna abandonó el barco tras ser embarcada en un sobrecargado bote de salvamento, probablemente en el n.º 15, hacia la 1:40 de la madrugada del lunes 15 de abril.
Ella escuchó fuertes explosiones cuando las luces del moribundo transatlántico se apagaron y se hundió definitivamente.
Una vez hundido el Titanic, escuchó los horribles gritos de los más de 1000 náufragos que flotaban en las gélidas aguas en donde acababa de desaparecer el buque bajo la superficie marina; finalmente, era casi como un himno, lo que se podía oír. Estimó que los lamentos de angustia de las víctimas fueron lastimosamente audibles durante unas dos o tres horas. En su bote, se decidió no regresar al sector en donde flotaban los moribundos 1500 restantes pasajeros porque la lancha estaba sobrecargada de personas; estaban en el agua y no podíamos ayudarlos. Algunos ocupantes de su bote quemaron sobreros y otros artículos para ser vistos por otros botes y lograr así mantenerse unidos.

### Rescate en elCarpathia
Una vez rescatada a bordo del Carpathia, habló con un hombre finés a quién le dijo que había estado en el bote durante unas 6 horas. Afirmaba que había habido algunos disparos conforme el Titanic hacía aguas. También, que se había librado de recibir un disparo por intentar subir a un bote salvavidas semivacío que estaba siendo arriado.
Trató de localizar a sus compañeros de viaje con los que había compartido camarote. Desgraciadamente, no logró reunirse con ellos. Aunque, al parecer, uno de ellos había sido rescatado. La señora Panula y sus 5 hijos no habían logrado ser salvados.

### Llegada a Nueva York
El martes 18 de abril, tras 3 días de viaje hacia Estados Unidos, el Carpathia arribó en el puerto de Nueva York con los 705 supervivientes rescatados de la catástrofe del Titanic.
Anna, junto con el resto de emigrantes, fueron conducidos directamente al St. Vincent Hospital de la ciudad. A continuación, reanudaría su destino final.
Anna había perdido todo el equipaje que había embarcado en el buque hundido. La compañía naviera dueña del Titanic, la White Star Line, le pagó su estancia hospitalaria y el billete de tren con destino a Ashtabula, Ohio.
Eventualmente, llegó a Ashtabula en el tren Nickel Plate. Fue recibida por su hermano Matti Turja, quien la llevó a la casa de su media hermana en la Calle Oak, 81. Muchos vecinos de la mencionada ciudad mostraron especial interés por la odisea que había vivido Anna, como si ella fuera una celebridad del momento.
Anna había figurado en la lista de pasajeros desaparecidos del naufragio. Pasarían unas 6 semanas posteriores para que su familia que había dejado en Finlandia conocieran la noticia de que había sobrevivido al hundimiento. Ella nunca regresó a su país natal.

## Vida posterior
Finalmente, Anna no llegó a trabajar para su cuñado John Lundi en su tienda. Pronto conocería a su futuro marido; Emil Lundi, hermano de su cuñado, con quien formaría una familia de 7 hijos.
Anna nunca aprendió el idioma inglés, la lengua del país que la acogió de por vida.
En la década de 1950, en la que enviudó de su marido Emil en 1952, asistió como invitada especial a la proyección de dos de los filmes que se habían realizado sobre la catástrofe: Titanic (1953) y A Night to Remember (1958). Al finalizar una de esas películas que visionó, dijo emocionada a su hijo; Si están tan cerca para tomar fotos, ¿por que no nos ayudaron?.
Una anécdota de sus declaraciones, relacionadas indirectamente con el naufragio, cuenta que cuando el hombre alunizó en la superficie lunar, en 1969, ella no creía que tal hazaña fuera real. Afirmó: No, no. Si han podido recrear el Titanic, pueden recrear eso (la llegada del hombre a la Luna) aquí también.
Durante algunos años, fue entrevistada por la prensa local a fecha del aniversario de la catástrofe. Sin embargo, no quiso participar en Tengo un secreto ni en el Ed Sullivan Show. En parte, debido a su edad avanzada, condición física y su desconocimiento del inglés. Ella no sentía la necesidad de lucrarse contando su historia como superviviente del legendario Titanic. Anualmente, en el aniversario de la tragedia, relataba a sus 7 hijos sus recuerdos del barco. Repetía muchas veces; Nunca entenderé por qué Dios salvó a una pobre finesa mientras que todos aquellos ricos se ahogaron.
Falleció en Long Beach, California, el 20 de diciembre de 1982, con 89 años. Fue enterrada en el cementerio de Edgewater, Ashtabula, Ohio.